# Ceifadim Abu Becre
Ceifadim Abu Becre, Abubacar, Abacar ou Abubequer (em árabe: سيف الدين أبو بكر; romaniz.: Saif ad-Din Abu-Bakr), cujo nome completo era Maleque Almançor Ceifadim Abu Becre (em árabe: الملك المنصور سيف الدين  أبو بكر; romaniz.: al-Malik al-Mansur Saif ad-Din Abu Bakr), foi um sultão mameluco da dinastia Bahri no Egito e reinou por um breve período em 1341. Ele era filho do sultão Anácer Maomé.